# مالكولم ماككينا
مالكولم ماككينا (بالإنجليزية: Malcolm McKenna)‏ (و. 1930 – 2008 م) هو إحاثي أمريكي، ولد في بومونا، كاليفورنيا، وكان عضوًا في الأكاديمية الأمريكية للفنون والعلوم، توفي في بولدر، كولورادو، عن عمر يناهز 78 عاماً.

## التعليم
تعلم في جامعة كاليفورنيا، بركلي، ومعهد كاليفورنيا للتقنية.

## جوائز
حصل على جوائز منها:
- ميدالية رومر سيمبسون [الإنجليزية]‏ (2001)
- ميدالية جمعية علم الإحاثة [الإنجليزية]‏ (1992).